# Eunoumeana fletcheri
Eunoumeana fletcheri är en fjärilsart som beskrevs av Pierre E.L. Viette 1950. Eunoumeana fletcheri ingår i släktet Eunoumeana och familjen mätare. Inga underarter finns listade i Catalogue of Life.